# Xã Shyne, Quận Pennington, Nam Dakota
Xã Shyne (tiếng Anh: Shyne Township) là một xã thuộc quận Pennington, tiểu bang Nam Dakota, Hoa Kỳ. Năm 2010, dân số của xã này là 19 người.